# Chliaria vanavasa
Chliaria vanavasa är en fjärilsart som beskrevs av Hans Fruhstorfer 1909. Chliaria vanavasa ingår i släktet Chliaria och familjen juvelvingar. Inga underarter finns listade i Catalogue of Life.